# Gorik
Gorik is een jongensvoornaam die verwijst naar de katholieke heilige Gorik van Kamerijk (Gaugericus in het Latijn).
De naam komt niet zoveel voor, tenzij in plaatsen waar een Sint-Gorikskerk en/of een Sint-Goriksplein bestaat, zoals in Brussel.

## Naamdragers
- Gorik Gardeyn
- Gorik Lindemans
- Gorik van Oudheusden